# Каунаська духовна семінарія
54°53′49″ пн. ш. 23°53′02″ сх. д. / 54.897° пн. ш. 23.884° сх. д.

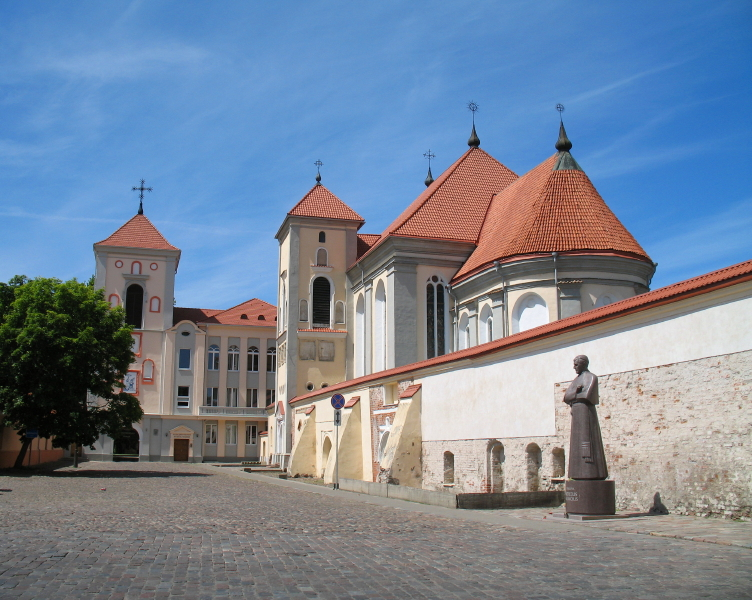
Церква Св. Троїці, що належала Каунаській семінарії. Праворуч — пам’ятник Мотеюсу Валанчюсу

Каунаська духовна семінарія (лит. Kauno kunigų seminarija) — найбільша католицька семінарія Литви, що готує священників для архієпархії Каунаса. Є часткою теологічного факультету Університету Вітовта Великого.

## Історія
Після Січневого повстання 1863 року резиденція єпископа Жмуді Мотеюса Валанчюса була перенесена із Варняя до Каунаса. У тому ж році при монастирі цистеріанців та церкви св. Георгія була створена духовна семінарія. З 1863 по 1870 кількість семінаристів була обмежена, а також посадових осіб. Російські окупанти не дозволяли набір нових учнів .
Литовський поет і мовознавець Антанас Баранаускас від 1867 був професором семінарії,  почав викладати литовською мовою. Багато семінаристів взяло активну участь у русі книгонош (розповсюджувачі нелегальної литовської літератури). 
У 1884 семінаристи почали друкувати газету «Литва» литовською мовою, однак через репресії російських окупантів, керівництво семінарії закрило газету. 
1892—1894 та 1909—1932 – поет і драматург Майроніс викладав у семінарії, що сприяло посиленню позицій литовської мови в освітньому процесі. У 1909 Майроніс був призначений ректором семінарії . Від цього моменту викладання у семінарії велося виключно литовською мовою. 
Під час Першої світової війни семінарія перемістилася до Трошкуная, каунаська будівля семінарії була перероблена під шпиталь. 
У 1918 після здобуття Литвою незалежності семінарія повернулася до Каунаса. Між 1926 та 1940 семінарію закінчило 3078  студентів. Після анексії Литви більшовиками-росіянами Каунаська семінарія залишилася єдиною у Литві, інші зачинені . Кількість семінаристів на початку окупантами було обмежене до 150, потім ліміт знизився до 25 . На 1 червня 1947 в семінарії, згідно доповіді голови Ради з релігійних культів, у семінарії було 150 учнів та 16 викладачів . Більшість будівель семінарії були конфісковані; книгозбірня, що нараховувала біля 90 000 томів була ліквідована, обидві церкви при семінарії, церква св. Троїці та церква св. Георгія, зачинені і перетворені на склади, а більшість священників заарештовано чи депортовані . Уповноважений ради у справах релігійних культів по анекосваній Литві Ю. Ругеніс повідомляв голові ради, що у 1961 році планувалося зірвати прийом до Каунаської семінарії, але документи подали 15 чоловік із яких 5 допустили до екзаменів . Ругеніс відзначав, що природний спад ксьондзів частково покривався випуском семінарії. 
У 1960 померло 16 ксьондзів, а випущено було 6 ксьондзів, у 1961 ці цифри склали 24 та 9 відповідно .
Невеличке полегшення ситуації відбулося у 1970-ті, семінарії були поверненні будівлі адміністрації та церкви св. Троїці. Будинки відремонтували за рахунок власних коштів семінарії . На період з 1945 по 1981 семінарія випустила 428 священників.
У 1990 після оголошення Литви незалежною, семінарії повернули усі її будівлі, вони були відновленні до візиту в Литву папи римського Івана Павла II у 1993. 

## Сучасний стан
Каунаська семінарія — одна із чотирьох католицьких семінарій Литви .
Навчання в семінарії розраховане на п’ять років, абітурієнти попередньо проходять підготовчі курси у Шілуві. Випускники семінарії отримують ступінь бакалавра Університету Вітовта Великого, де вони можуть продовжити навчання . Навчальна програма семінарії скерована на розвиток духовності, гуманізму та інтелектуальних якостей студентів, а також готує до пасторських обов’язків. 
У 2007 в семінарії було 35 студентів. 

## Відомі випускники
- Юозас Тумас — письменник, критик та публіцист.
- Міколас Вайткус — поет та драматург.
- Казімерас Яунюс — теолог, мовознавець.
- Юозас Кубіліс — громадський діяч.
- Вінцентас Сладкявічус — перший литовський кардинал.
- Сиґітас Тамкявічус — архієпископ-митрополит Каунаської єпархії.
- Тадеуш Кондрусевич — архієпископ-митрополит Мінсько-Могилевський, раніше очільник архієпархії Матері Божої із центром у Москві.
- Йосип Верт — очільник Преображенської єпархії у Новосибірську.